# シュガー・シャック
「シュガー・シャック」（Sugar Shack）は、ジミー・ギルマー&ザ・ファイアボールが1963年に発表した楽曲。本国アメリカを含む数ヶ国でチャートの1位を記録した。

## 概要
テキサス州出身のミュージシャン、キース・マコーマックと彼の叔母のフェイ・ヴォスによって書かれた。マコーマックとヴォスは朝食をとりながら曲を書き、ストーリーをまとめた。コーヒーが歌詞の主題となっているのはそのためである。
かつて道のはずれに丸太小屋のコーヒーハウスがあった。人々から「シュガー・シャック」と呼ばれたその店に主人公は足繁く通った。エスプレッソが名物だったが、彼には別の目当てがあった。黒いレオタードに裸足のかわいい女の子が働いていたのだ。その後二人は結婚。彼らは若かりし日の思い出にふけりながら、もう一度あの店に行ってみようと考える。
ジミー・ギルマー&ザ・ファイアボールはツアーでこの曲の受けが特によかったことからプロデューサーのノーマン・ペティにレコーディングを依頼した。レコーディングはニューメキシコ州クローヴィスにあるペティのスタジオで行われた。特徴的なオルガンのリフは、ソロヴォックスという古いハモンドオルガンによるもので、ペティが弾いた。
1963年5月、シングルとして発表された。B面は「悲しみを越えて（My Heart Is Free）」。
同年10月12日から11月9日にかけて5週連続でビルボード・Hot 100の1位を記録した。R&Bチャートでも1位を記録した。なお、ビルボードの1963年の年間チャートは資料によって順位が異なり、「1位」を示す資料もあれば、「40位」を示す資料もある。カナダ、オーストラリアでもそれぞれチャートの1位を記録した。